# Euclidiana
Euclidiana és una obra pública que està exposada al Parc de les Corts de Barcelona. És obra de l'escultor argentí Luis Gueilburt, expert en Modernisme i Gaudí.

## Història
Un projecte municipal, que afavoria la col·locació d'escultures als carrers de Les Corts, va permetre que l'obra de Gueilburt fos inaugurada el 8 d'octubre del 1989, durant la festa major de Les Corts. Va ser col·locada primerament als jardins de les Infantes, però el 13 de març del 1996 es va decidir de traslladar-la al Parc de Les Corts, que dona al carrer de Numància.

## Escultura
Tot i que l'escultor va realitzar l'obra amb independència de l'actual emplaçament, la ubicació definitiva li ha confegit un valor espacial que s'adiu en un recorregut en diagonal per l'enjardinament.
Euclidiana pren com a referència el matemàtic grec Euclides (segle iii) que en la seva obra principal Elements de geometria preconitza el valor i les propietats dels nombres per damunt de la geometria. L'escultura presenta diversos aspectes d'interès: en primer lloc, la seva dimensió, a escala humana, i la particularitat geomètrica, però amb elements incrustats d'un material expressament modelat amb les mans, fan que la lectura tingui dos nivells d'aproximació consecutius: en un primer moment es percep en la seva freda i analítica geometria (recorda una esfera armilar), però tot seguit l'espectador passa a descobrir-ne els seus recòndits elements desiguals que la doten d'una mena d'enigma incorporat que òrbita al seu voltant. Aquests elements remeten als tretze volums del tractat on Euclides preconitza a bastament sobre diverses matèries matemàtiques com la geometria plana, les proporcions, les propietats dels nombres, les grans magnituds o la geometria de l'espai.
En aquest sentit, la seva col·locació en un punt precís de la nova urbanització en diagonal d'aquest jardí la fan el destí d'un recorregut ondulant que l'espectador es veu impel·lit a fer, bo i seguint els contorns del rierol artificial que s'hi ha construït. Així l'escultura es divisa cap al final d'aquest trajecte que anem fent mentre sentim el brogit de l'aigua descendint pels diferents desnivells del cabal d'aigua, que fan amortir el soroll dels cotxes del carrer. A la fi, l'escultura Euclidiana ens recull en aquest indret tenint com a estora un petit llac i com a marc i teló de fons una arcada obrada que ens pot evocar formal o poèticament la volta de canó celeste, al mateix temps que la separa prudentment de l'abast de l'espectador i la distància d'una altra riuada més prosaica: la de vehicles descendint pel carrer de Numància.
Euclidiana pot ser un bell exemple de treball escultòric que no vol plantejar rivalitats d'escala amb els elements estructurals de l'espai urbà. És una obra discreta però eficaç pel que te de diàleg assossegat amb el ciutadà. Una escultura que més que imposar-se a l'espectador, s'ofereix com a element de companyia, com a tranquil contertulià d'un temps de lleure, però sobretot com una eina de reflexió a escala humana i inserida plenament dins dels diversos elements de que es pot dotar el paisatge urbà per a fer-lo civilitzat: l'espai, la vegetació, la llum, l'aigua, i sobretot: el lloc de relació humana.

## Característiques
Material: acer inoxidable i peces ceràmiques sobre base de pedra calcària

Dimensions (h x a x b):

2,87 x 1,87 m diàmetre (total)

1,87 m diàmetre (figura)

1 x 0,50 x 0,50 m (base)